# Oton I. (Krški)
Oton († 30. julij 1214 v Strasbourgu ) je bil kot Oton I. izvoljeni škof (elekt) Krške škofije.
Oton je bil nečak nekdanjega krškega škofa Vernerja. Bil je prošt opatije Šentflorjan v Gornji Avstriji in od leta 1212 tudi salzburški. Po smrti krškega škofa Valterja iz Vatza je sledila enoletna sedisvakanca. Novi spori med salzburškim nadškofom in krškim stolnim kapitljem so odložili zamenjavo. Ker je zadnja izvolitev leta 1214 padla na salzburškega stolnega prošta Otona, je nadškof izšel kot zmagovalec spora, ki je že potekal v Rimu. Preden pa je Oton lahko prejel posvetitev, je umrl 30. julija istega leta, približno dva meseca po izvolitvi. Po legendi je bil zastrupljen. Kljub kratkemu vladanju se je Oton zapisal v zgodovino škofije kot oseba, ki je dokončala škofovsko kapelo v Krki in s tem Krško stolnico. Pokopan je bil v krški stolnici poleg škofa Vernerja; na njegovem nagrobniku mitra lebdi nad kelihom, saj je umrl samo kot izvoljeni škof, ne pa kot posvečeni škof. Ljudje so ga častili kot svetnika.